# Mladějovské hradisko
Mladějovské hradisko är en kulle i Tjeckien.   Den ligger i regionen Pardubice, i den östra delen av landet, 160 km öster om huvudstaden Prag. Toppen på Mladějovské hradisko är 591 meter över havet.
Terrängen runt Mladějovské hradisko är platt österut, men västerut är den kuperad. Runt Mladějovské hradisko är det ganska tätbefolkat, med 120 invånare per kvadratkilometer. Närmaste större samhälle är Moravská Třebová, 9,4 km sydost om Mladějovské hradisko. Trakten runt Mladějovské hradisko består till största delen av jordbruksmark.